# Dänische Badmintonmeisterschaft 2010
Die Dänische Badmintonmeisterschaft 2010 fand vom 4. bis zum 7. Februar 2010 in Slagelse statt.

## Sieger und Platzierte
| Disziplin    | Gold                                  | Silber                      | Bronze                                    |
| ------------ | ------------------------------------- | --------------------------- | ----------------------------------------- |
| Herreneinzel | Peter Gade                            | Jan Ø. Jørgensen            | Joachim Persson                           |
| Herreneinzel | Peter Gade                            | Jan Ø. Jørgensen            | Hans-Kristian Vittinghus                  |
| Dameneinzel  | Tine Rasmussen                        | Camilla Sørensen            | Anne Marie Pedersen                       |
| Dameneinzel  | Tine Rasmussen                        | Camilla Sørensen            | Karina Jørgensen                          |
| Herrendoppel | Mathias Boe Carsten Mogensen          | Lars Paaske Jonas Rasmussen | Rasmus Bonde Simon Mollyhus               |
| Herrendoppel | Mathias Boe Carsten Mogensen          | Lars Paaske Jonas Rasmussen | Kasper Faust Henriksen Anders Kristiansen |
| Damendoppel  | Helle Nielsen Marie Røpke             | Ann Nielsen Rikke Olsen     | Amalie Fangel Line Damkjær Kruse          |
| Damendoppel  | Helle Nielsen Marie Røpke             | Ann Nielsen Rikke Olsen     | Maria Helsbøl Anne Skelbæk                |
| Mixed        | Mikkel Delbo Larsen Mette Schjoldager | Rasmus Bonde Marie Røpke    | Kim Astrup Mette Schytt                   |
| Mixed        | Mikkel Delbo Larsen Mette Schjoldager | Rasmus Bonde Marie Røpke    | Thomas Laybourn Rikke Olsen               |